# Lago de Púshkar
El lago de Púshkar está localizado en la ciudad homónima en el distrito de Ajmer en el estado de Rajastán, India. El lago de Púshkar es un lugar sagrado para los practicantes de la religión hindú, así como lugar de peregrinación. Está rodeado de 52 ghats, desde donde los devotos se sumergen en el agua en el mes de Kartik (oct./nov.) 
Los hindúes (practicantes de la religión hindú) creen que los dioses dejaron libre un cisne con una flor de loto en el pico. Allí donde el cisne dejara caer el loto, Brahma haría un gran yajña. El loto cayó en el lago de Pushkar.

## Galería

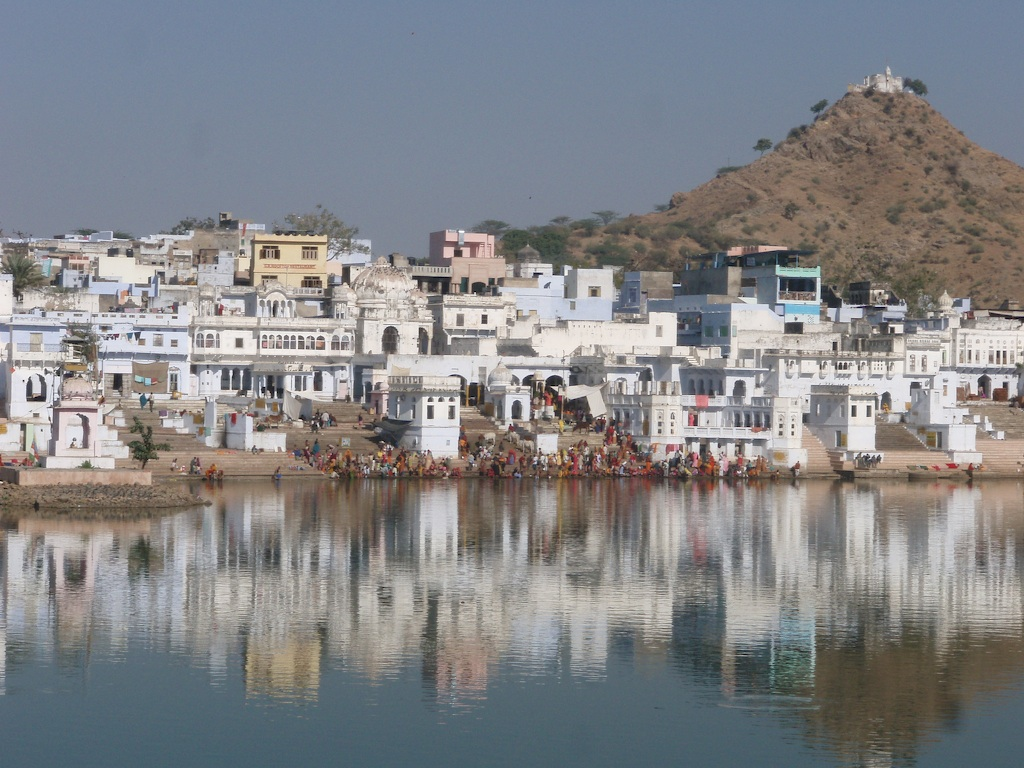
Ghats junto al lago.
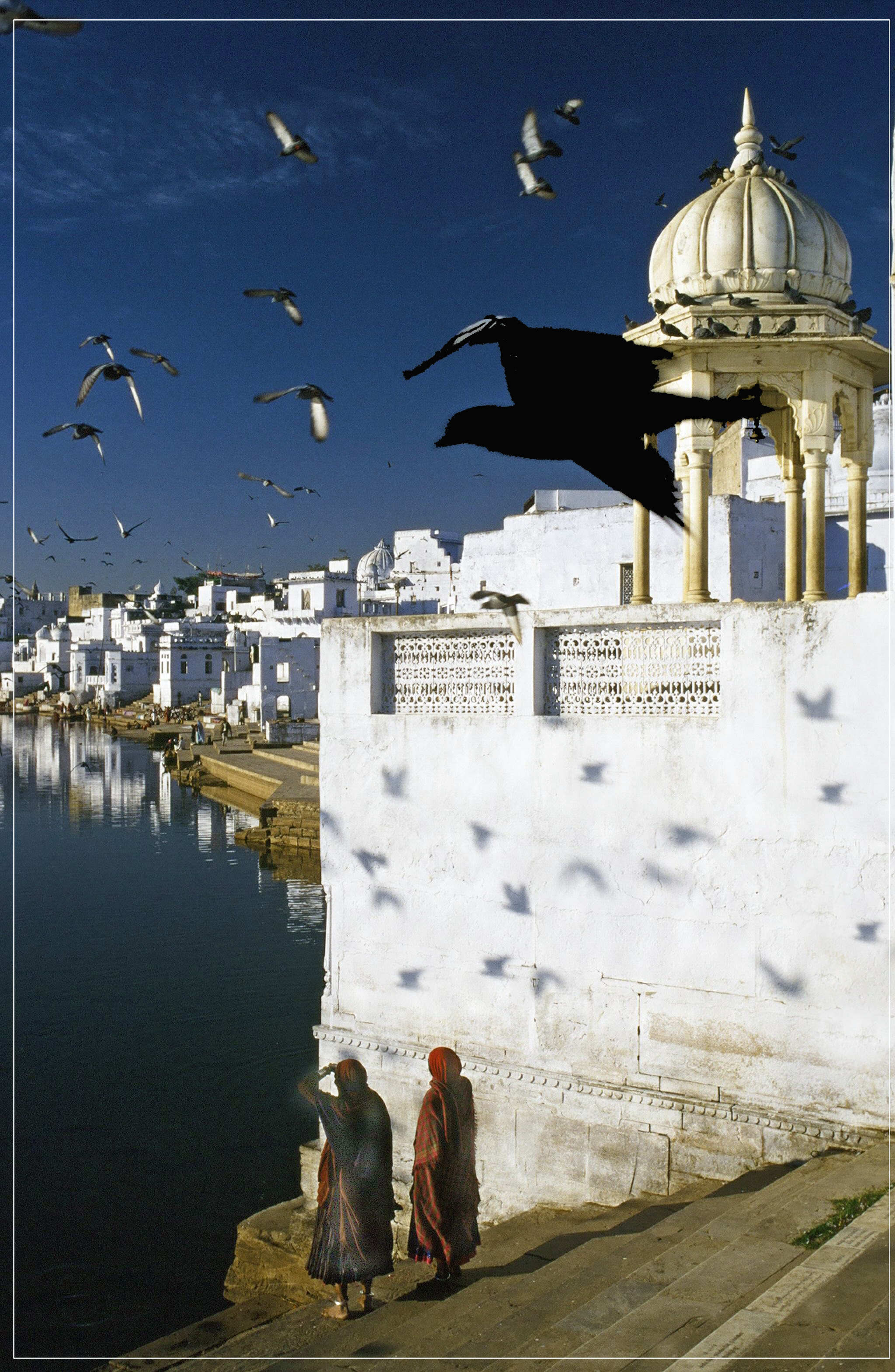
Imagen al amanecer.

El intento de las autoridades por ensanchar el lago y hacerlo más profundo fue infructuoso, resultando en la pérdida del agua del lago. En octubre de 2009 el lago se secó. Desde entonces se trabaja en su restauración.